# 翟凌
翟凌（1987年8月18日—），中国大陆模特，山东济南人。曾于2005年和2006年两次获得“中国内衣模特大赛”总决赛亚军。曾于2009年被爆出与中国游泳运动员张琳之间存在恋情。2010年1月中旬，网上开始流传关于翟凌的负面信息以及疑似她的性爱照片。直到当年2月，网友认出在网上流传性爱照的主角是翟凌并且再次上传了她的性爱视频后，使得她成为网络以及舆论的焦点。
2014年，翟凌在微博公开了自己结婚的消息。她与老公是在三亚的旅途中认识的，婚后二人定居在加拿大。

## 性影像事件

### 过程
2010年1月初，翟凌的性照片在网络中散布，这些照片被传播者宣称主角是翟凌。对此，翟凌在其的官方博客中发表了个人声明，声称这些都是“恶意诽谤、人身攻击”并且她声称“某些人如继续对本人恶意诽谤、人身攻击，本人将对造谣诽谤者行使法律赋予的权力，通过法律手段维护本人的合法权益”。
2010年2月，翟凌的不雅照在网络上继续传播，直到2月21日，有人在网络上上传了声称是女主角是翟凌的性爱视频。网络上这三段共计30.5M，8分钟长的性爱视频一经上传就被网民广泛传播，据称，该视频内容极为露骨。“兽兽门”从此被网民广泛传播。甚至到2月24日，有关翟凌的搜索在谷歌搜索排行前8名中占了6项。而后又有其为主角的情色视频流出。
2010年2月23日，有媒体称模特翟凌因为不雅照事件而精神崩溃，服安眠药自杀，不过该谣言旋即遭到其经纪人否认。
2010年2月25日，翟凌在其官方博客中发表声明“对于拥有视频的人是谁我相信大家的眼睛是雪亮的同时对上传视频的人本身已经违反法律，相信其一定会受到法律的追究”。

### 猜测和流言
网民普遍猜测传播并上传翟凌不雅照的人可能是北京摄影师，翟凌前男友杨迪。杨迪与翟凌与2009年7月宣布分手，并且从他的博客中能看出其对翟凌宣布分手存在不满。

### 舆论态度
一些在事发后对翟凌表示同情，但是也有一部分网民认为这其实是翟凌本人的炒作。在搜狐的一项舆论调查中，有62.1%的人认为这其实是场炒作。

## 兽兽翻脸门
2010年8月11日，翟凌以嘉宾身份参与了脱口秀节目《Lady呱呱》的录制。
在录制期间，翟凌一直不配合主持人提出的走台步、教站姿等要求。
录制之前，翟凌的经纪人和节目的编导均已提醒主持人不能提及不雅视频事件。但主持人温雅多次问及翟凌的不雅视频事件，这使得翟凌及其经纪人感到不满，其经纪人多次打断温雅的提问。温雅则称翟凌在不雅视频事件中获得了很大的名气，这对其他小明星来说并不公平。
在节目的最后，温雅说翟凌的不雅视频事件是娱乐圈中的毒瘤。结果翟凌突然离场。
事件发生后，有人将录制现场的视频上传到视频网站中，引起了网友的热议。有人表示温雅是要靠诘问翟凌来炒作自己，翟凌是受害者。翟凌也在其博客上撰文称Lady呱呱节目组没有按照事先商量好的提问，并表示节目组和主持人是在用不雅视频事件来进行炒作，以达到增加收视率提高知名度的目的。Lady呱呱的制作人则发表声明称温雅自始至终表现得有礼有节，所提出的问题客观、专业。并说节目组并无意拿翟凌来进行炒作。并称今后不会再邀请这类以非常手段走红的“娱乐投机分子”作为嘉宾。温雅则回应说她认为翟凌应该对不雅视频事件向公众道歉。
但随着节目录制视频曝光，网友评论几乎一边倒的支援翟凌，甚至要求主持人温雅下课。